# الأزمة الدستورية الروسية 1993
كانت الأزمة الدستورية الروسية 1993 مواجهة بين الرئيس الروسي بوريس يلتسن والبرلمان الروسي وحُلت باستخدام القوة العسكرية. استمرت العلاقات بين الرئيس والبرلمان في التدهور لفترة. وصل صراع السلطة إلى أزمته في 21 سبتمبر 1993، حين سعى الرئيس يلتسن نحو حل السلطة التشريعية في البلاد (مؤتمر نواب الشعب ومجلس السوفيات الأعلى) على الرغم من عدم منح الدستور للرئيس السلطة لاتخاذ هذه الخطوة. برر يلتسن أوامره بنتائج استفتاء أبريل 1993. ونتيجة لذلك، أعلن البرلمان أن قرار الرئيس باطل ولاغٍ، واتهموا يلتسن وأعلنوا تعيين نائب الرئيس ألكساندر روتسكوي رئيسًا للبلاد.
في 3 أكتوبر، أزاح المحتجون حواجز الشرطة حول البرلمان، بتشجيع من قادتهم، سيطروا على مكاتب المحافظين وحاولوا اقتحام مركز التلفزيون في أوستانكينو. اقتحم الجيش، الذي أعلن الحياد في بداية الأمر، مجلس السوفيات الأعلى في ساعة مبكرة من صباح يوم 4 أكتوبر بأمر من يلتسن، وألقى القبض على قيادات المقاومة. في ذروة الأزمة، اعتُقد أن روسيا «على حافة» الانجرار إلى حرب أهلية.
أصبح القتال الذي دار في شوارع موسكو الحدث الأكثر دموية في تاريخ العاصمة منذ الثورة الروسية. طبقًا لتقديرات الحكومة، قُتل 187 شخص وجُرح 437.

## الأصول

### الصراع المتصاعد بين السلطة التنفيذية والتشريعية
تفكك الاتحاد السوفيتي في 26 ديسمبر 1991. بدأ برنامج يلتسن للإصلاح الاقتصادي الدخول في حيز التنفيذ في 2 يناير 1992. بعد فترة قصيرة، قفزت الأسعار بشدة، وانخفضت مصروفات الحكومة، وبدأ تطبيق ضرائب جديدة ثقيلة. تسببت الأزمة الائتمانية الشديدة في إغلاق العديد من الصناعات وتسببت في كساد مستمر. بدأ البرنامج في فقدان الدعم؛ وأصبحت المواجهة السياسية الناتجة عنه، بين يلتسن في جانب والمعارضة للإصلاح الاقتصادي الجذري في جانب آخر، متمركزة بشكل متزايد بين فرعي الحكومة.
خلال عام 1992، ازدادت المعارضة لسياسات يلتسن الإصلاحية قوة وصلابة بين البيروقراطيين القلقين بشأن ظروف الصناعة الروسية وبين الزعماء الإقليميين الذي أرادوا المزيد من الاستقلال عن موسكو. استنكر نائب الرئيس الروسي، ألكساندر روتسكوي، برنامج يلتسن معتبرًا إياه «مذبحة اقتصادية». خلال النصف الأول من عام 1992، انخفض متوسط الدخل للسكان بمعدل 2–2.5 مرة. طالب زعماء الجمهوريات الروسية الغنية بالنفط مثل تتارستان وباشكيريا بالاستقلال الكامل عن روسيا.
خلال عام 1992 أيضًا، تصارع يلتسن مع مجلس السوفيات الأعلى (السلطة التشريعية القائمة) ومؤتمر نواب الشعب (الكيان التشريعي الأكبر في البلاد، والذي يخرج منه أعضاء مجلس السوفيات الأعلى) من أجل السيطرة على الحكومة وسياسات الحكومة. في عام 1992، خرج المتحدث باسم مجلس السوفيات الأعلى، روسلان حسبولاتوف، معارضًا للإصلاحات، على الرغم من ادعائه دعم الأهداف الإجمالية ليلتسن.
كان الرئيس قلقًا بشأن بنود التعديلات الدستورية المُمررة في نهاية عام 1991، ما يعني أن سلطاته الاستثنائية بخصوص المراسيم ستنتهي بنهاية عام 1992 (وسّع يلتسن من سلطات الرئاسة متخطيًا الحدود الدستورية الطبيعية في تنفيذ برنامج الإصلاح). منتظرًا إتمام برنامجه للخصخصة، طالب يلتسن من البرلمان أن يمدد سلطاته لإصدار المراسيم (يمتلك البرلمان فقط السلطة لتغيير الدستور أو تعديله). ولكن في مؤتمر نواب الشعب وفي مجلس السوفيات الأعلى، رفض النواب اعتماد دستور جديد يبقى على حدود السلطات الرئاسية التي طالب بها يلتسن.